# Elección para gobernador de Kentucky de 2007
La elección para gobernador de Kentucky de 2007 tuvo lugar el 6 de noviembre. En éstas, el entonces gobernador titular Ernie Fletcher perdió contra su rival demócrata Steve Beshear, que, por tanto, sirvió desde entonces como Gobernador de Kentucky desde diciembre de 2007 hasta diciembre de 2011 (aunque obtuvo otra victoria electoral. Unas elecciones primarias para determinar quienes eran los nominados demócrata y republicano tuvo lugar el 22 de mayo de 2007, en la que Ernie Fletcher y Steve Beshear ganaron sus respectivas primarias, republicano y demócrata, respectivamente. El rival de Beshear en las primarias, Daniel Mongiardo, fue elegido como vicegobernador de Kentucky por el mismo período de tiempo.

## Primaria republicana

### Candidatos
- Ernie Fletcher, gobernador titular de Kentucky, 2003 hasta el presente; exrepresentante de los Estados Unidos para el 6.º distrito congresional de Kentucky, 1999-2003; ex representante estatal, 1995-1997
- Billy Harper, empresario
- Anne Northup, exrepresentante de los Estados Unidos para el 3.º distrito congresional de Kentucky, 1997–2007; ex representante estatal, 1987-1997.

### Resultados
|  | 50.08 % |

|  | 36.53 % |

|  | 13.39 % |

|  | 100 % |

## Primaria demócrata

### Candidatos
- Steve Beshear, exvicegobernador de Kentucky, 1983-1987; ex procurador general de Kentucky, 1979-1983; exrepresentante estatal, 1974-1979.
- Gatewood Galbraith, abogado, defensor de la legalización de la marihuana y el cáñamo industrial
- Steve Henry, ex vicegobernador de Kentucky, 1995-2003
- Otis Hensley, contratista privado de Wallins Creek, Kentucky, que recibió el 3% de los votos en las primarias demócratas de 2003.
- Bruce Lunsford, destacado empresario de Louisville; candidato fallido para la nominación demócrata para gobernador de Kentucky en 2003.
- Jody Richards, representante estatal, 1975-presente (Presidente de la Cámara, 1996-2007); recibió el 47% de los votos en las primarias demócratas para gobernador de Kentucky en 2003.

### Resultados
|  | 41.02 % |

|  | 21.42 % |

|  | 17.49 % |

|  | 13.05 % |

|  | 5.95 % |

|  | 1.09 % |

|  | 100 % |

## Resultados
|  | 58.7 % |

|  | 41.3 % |

|  | 100 % |

|  | 43.2 % |